# Tramway de Pithiviers à Toury
| Outarville |                     |                                                            |                                                            |
| Streckenverlauf, 1928 |                     |                                                            |                                                            |
| Streckenlänge: | 30,613 km           |                                                            |                                                            |
| Spurweite: | 600 mm (Schmalspur) |                                                            |                                                            |
| |                     |                                                            |                                                            |
| \| \| \| Bahnstrecke Étampes–Beaune v. Beaune \| \| \| \| \| Bahnstrecke Les Aubrais-Orléans–Malesherbes v. Les Aubrais \| \| \| \| 0 \| Pithiviers \| Pithiviers \| \| \| \| \| \| \| \| \| Bahnstrecke Les Aubrais-Orléans–Malesherbes n. Malesherbes \| \| \| \| \| Bahnstrecke Étampes–Beaune nach Étampes \| \| \| \| \| RD 928 \| \| \| \| 3,5 \| Ormes \| Ormes \| \| \| \| \| \| \| \| \| Musée des transports de Pithiviers \| \| \| \| \| \| \| \| \| \| Bitry \| \| \| \| 7 \| Guigneville \| Guigneville \| \| \| \| Torville \| \| \| \| \| Grigneville - Guignonville \| \| \| \| \| Guignonville \| \| \| \| \| Châtillon-le-Roi \| \| \| \| \| Beauclair \| \| \| \| \| Izy \| \| \| \| \| Bazoches-les-Gallerandes \| \| \| \| \| La Tour \| \| \| \| \| La Briére \| \| \| \| \| \| \| \| \| \| Landreville \| \| \| \| \| Charmont-en-Beauce \| \| \| \| \| Autruy \| \| \| \| \| Gueudreville \| \| \| \| \| Erceville \| \| \| \| 25 \| Outarville \| Outarville \| \| \| \| Arconville \| \| \| \| \| Brandelon \| \| \| \| \| Sucrerie de Toury \| \| \| \| \| Bahnstrecke Paris–Toulouse nach Paris-Austerlitz \| \| \| \| 31 \| Toury \| Toury \| \| \| \| Bahnstrecke Paris–Toulouse nach Orléans \| \| |                     |                                                            |                                                            |
| |                     | Bahnstrecke Étampes–Beaune v. Beaune                       |                                                            |
| Abzweig geradeaus und von links |                     | Bahnstrecke Les Aubrais-Orléans–Malesherbes v. Les Aubrais | Bahnstrecke Les Aubrais-Orléans–Malesherbes v. Les Aubrais |
| U-Bahn-Kopfbahnhof Streckenanfang · Dienststation / Betriebs- oder Güterbahnhof | 0                   | Pithiviers                                                 | Pithiviers                                                 |
| Strecke von links · U-Bahn-Kreuzung mit Eisenbahn geradeaus unten · Strecke nach rechts |                     |                                                            |                                                            |
| Abzweig geradeaus und nach rechts · U-Bahn-Strecke |                     | Bahnstrecke Les Aubrais-Orléans–Malesherbes n. Malesherbes | Bahnstrecke Les Aubrais-Orléans–Malesherbes n. Malesherbes |
| Strecke nach rechts · U-Bahn-Strecke |                     | Bahnstrecke Étampes–Beaune nach Étampes                    | Bahnstrecke Étampes–Beaune nach Étampes                    |
| U-Bahn-Strecke mit Straßenbrücke |                     | RD 928                                                     | RD 928                                                     |
| U-Bahn-Haltepunkt / Haltestelle | 3,5                 | Ormes                                                      | Ormes                                                      |
| U-Bahn-Abzweig geradeaus und nach links · U-Bahn-Abzweig quer und von links · U-Bahn-Strecke von rechts |                     |                                                            |                                                            |
| U-Bahn-Abzweig ehemals geradeaus und nach links · U-Bahn-Abzweig geradeaus und von rechts · U-Bahn-Strecke |                     | Musée des transports de Pithiviers                         | Musée des transports de Pithiviers                         |
| U-Bahn-Strecke (außer Betrieb) · U-Bahn-Strecke nach links · U-Bahn-Strecke nach rechts |                     |                                                            |                                                            |
| U-Bahn-Haltepunkt / Haltestelle (Strecke außer Betrieb) |                     | Bitry                                                      | Bitry                                                      |
| U-Bahn-Bahnhof (Strecke außer Betrieb) | 7                   | Guigneville                                                | Guigneville                                                |
| U-Bahn-Abzweig geradeaus und nach links (Strecke außer Betrieb) · U-Bahn-Betriebs-/Güterbahnhof Streckenende und quer (Strecke außer Betrieb) |                     | Torville                                                   | Torville                                                   |
| U-Bahn-Bahnhof (Strecke außer Betrieb) |                     | Grigneville - Guignonville                                 | Grigneville - Guignonville                                 |
| U-Bahn-Haltepunkt / Haltestelle (Strecke außer Betrieb) |                     | Guignonville                                               | Guignonville                                               |
| U-Bahn-Bahnhof (Strecke außer Betrieb) |                     | Châtillon-le-Roi                                           | Châtillon-le-Roi                                           |
| U-Bahn-Abzweig geradeaus und von links (Strecke außer Betrieb) · U-Bahn-Betriebs-/Güterbahnhof Streckenende und quer (Strecke außer Betrieb) |                     | Beauclair                                                  | Beauclair                                                  |
| U-Bahn-Abzweig geradeaus und von links (Strecke außer Betrieb) · U-Bahn-Betriebs-/Güterbahnhof Streckenende und quer (Strecke außer Betrieb) |                     | Izy                                                        | Izy                                                        |
| U-Bahn-Bahnhof (Strecke außer Betrieb) |                     | Bazoches-les-Gallerandes                                   | Bazoches-les-Gallerandes                                   |
| U-Bahn-Strecke (außer Betrieb) · U-Bahn-Betriebs-/Güterbahnhof Streckenanfang (Strecke außer Betrieb) |                     | La Tour                                                    | La Tour                                                    |
| U-Bahn-Strecke (außer Betrieb) · U-Bahn-Abzweig geradeaus und nach links (Strecke außer Betrieb) · U-Bahn-Betriebs-/Güterbahnhof Streckenende und quer (Strecke außer Betrieb) |                     | La Briére                                                  | La Briére                                                  |
| |                     |                                                            |                                                            |
| U-Bahn-Bahnhof (Strecke außer Betrieb) |                     | Landreville                                                | Landreville                                                |
| U-Bahn-Betriebs-/Güterbahnhof Streckenanfang (Strecke außer Betrieb) · U-Bahn-Strecke (außer Betrieb) |                     | Charmont-en-Beauce                                         | Charmont-en-Beauce                                         |
| U-Bahn-Betriebs-/Güterbahnhof Streckenanfang und quer (Strecke außer Betrieb) · U-Bahn-Abzweig geradeaus und von rechts (Strecke außer Betrieb) · U-Bahn-Strecke (außer Betrieb) |                     | Autruy                                                     | Autruy                                                     |
| U-Bahn-Strecke (außer Betrieb) · U-Bahn-Haltepunkt / Haltestelle (Strecke außer Betrieb) |                     | Gueudreville                                               | Gueudreville                                               |
| U-Bahn-Betriebs-/Güterbahnhof Streckenanfang und quer (Strecke außer Betrieb) · U-Bahn-Abzweig quer und nach links (Strecke außer Betrieb) · U-Bahn-Abzweig geradeaus und von rechts (Strecke außer Betrieb) |                     | Erceville                                                  | Erceville                                                  |
| U-Bahn-Bahnhof (Strecke außer Betrieb) | 25                  | Outarville                                                 | Outarville                                                 |
| U-Bahn-Haltepunkt / Haltestelle (Strecke außer Betrieb) |                     | Arconville                                                 | Arconville                                                 |
| U-Bahn-Haltepunkt / Haltestelle (Strecke außer Betrieb) |                     | Brandelon                                                  | Brandelon                                                  |
| U-Bahn-Abzweig geradeaus und nach links (Strecke außer Betrieb) · U-Bahn-Betriebs-/Güterbahnhof Streckenende und quer (Strecke außer Betrieb) |                     | Sucrerie de Toury                                          | Sucrerie de Toury                                          |
| U-Bahn-Kreuzung mit Eisenbahn (Strecke geradeaus außer Betrieb) · Strecke von rechts |                     | Bahnstrecke Paris–Toulouse nach Paris-Austerlitz           | Bahnstrecke Paris–Toulouse nach Paris-Austerlitz           |
| U-Bahn-Kopfbahnhof Streckenende (Strecke außer Betrieb) · Bahnhof | 31                  | Toury                                                      | Toury                                                      |
| |                     | Bahnstrecke Paris–Toulouse nach Orléans                    |                                                            |

Die Tramway de Pithiviers à Toury (TPT) war eine knapp 31 km lange Feldbahn mit 600 mm Spurweite von Pithiviers nach Toury in Frankreich, von der heute noch 3,5 km als Museumsbahn betrieben werden. Die Firma Decauville baute sie 1892, unter anderem um die Leistungsfähigkeit ihrer mit fliegendem Gleis, d. h. aus transportablen Gleisjochen, errichteten Schmalspurbahnen nachzuweisen.

## Geschichte

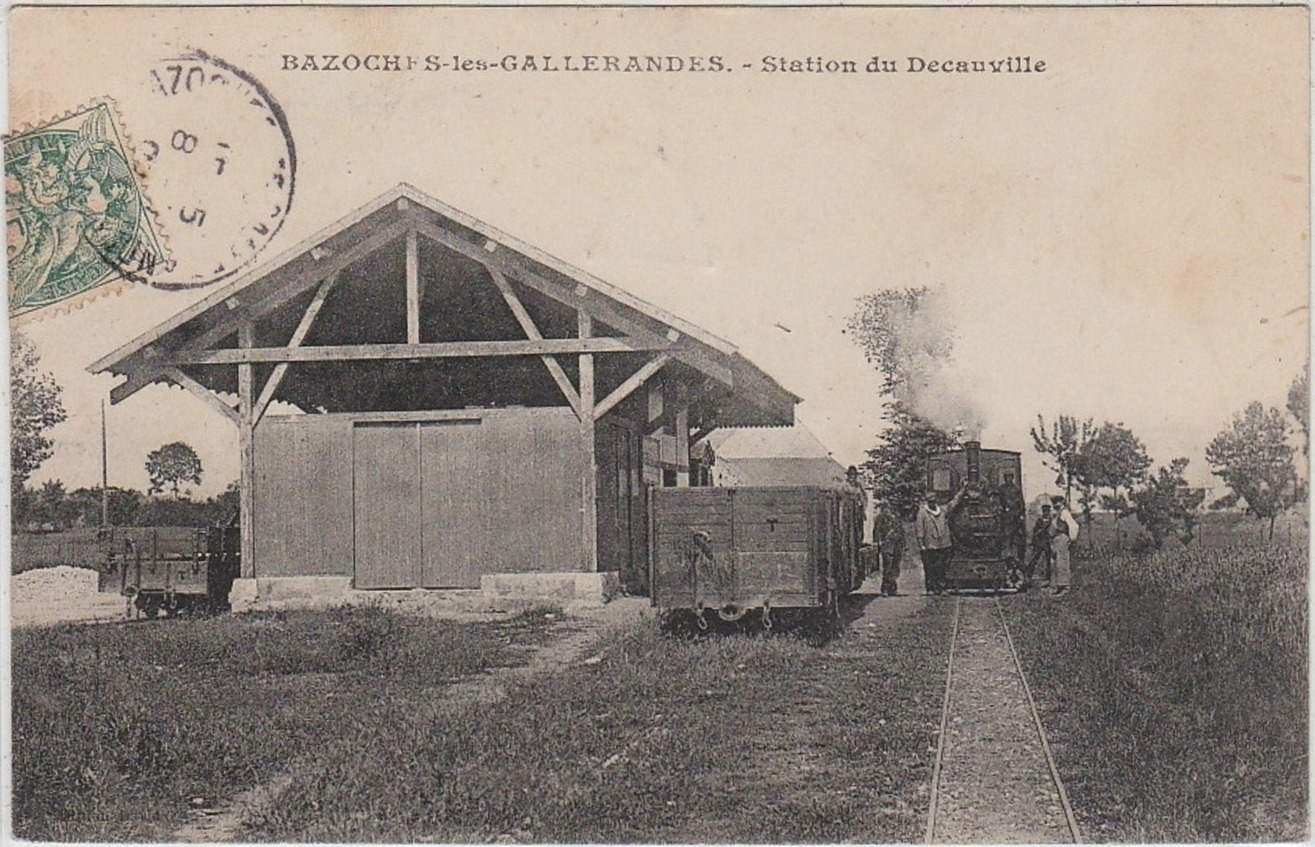
Bazoches-les-Gallerandes

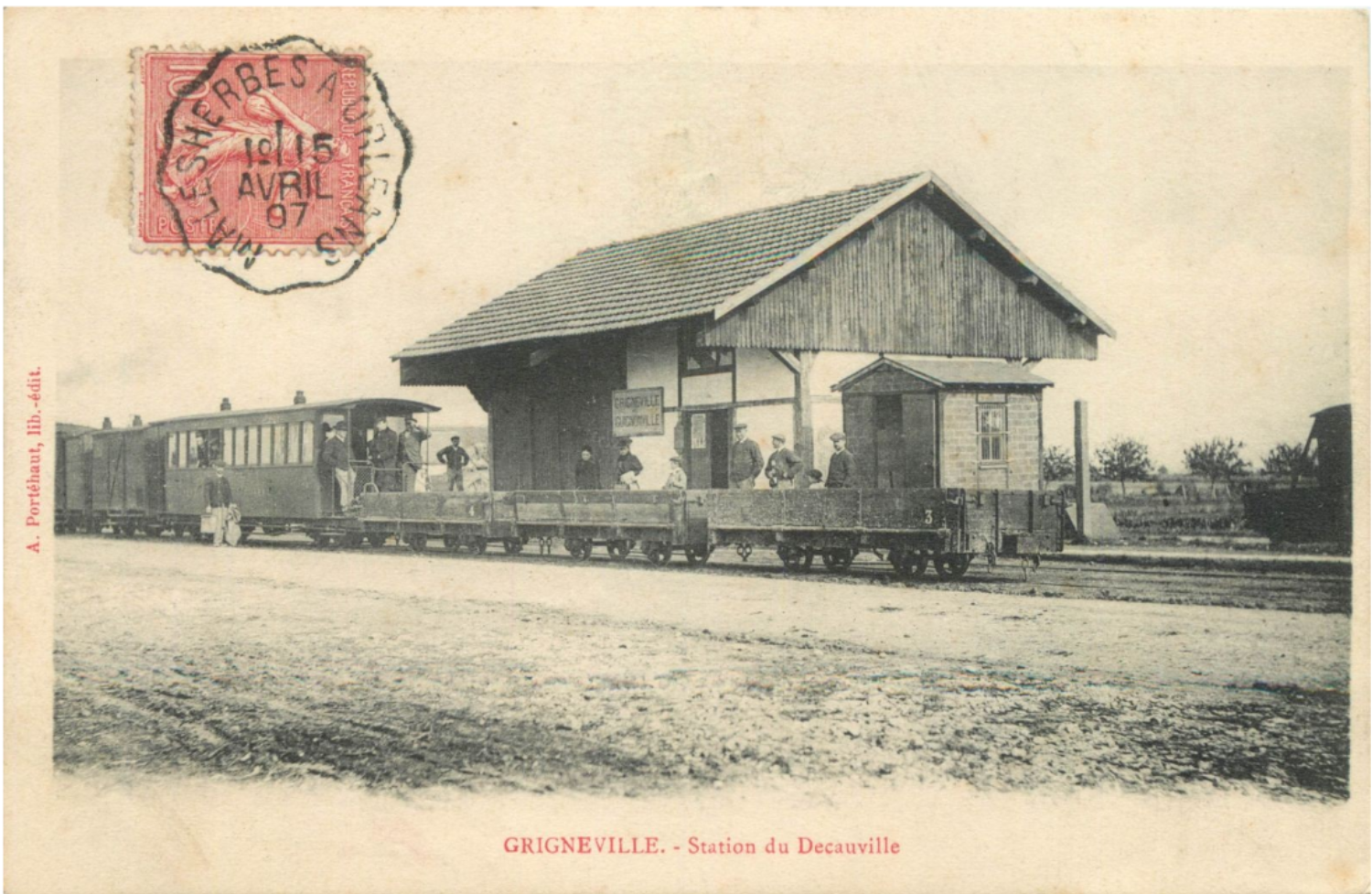
Grigneville

Die Bahnstrecke Paris–Toulouse der Chemin de Fer de Paris à Orléans führte durch Toury. Man erkannte, dass eine leicht und kostengünstig zu verlegende Feldbahn vorteilhaft wäre, um Pithiviers und die umliegenden Dörfer mit Toury zu verbinden. Das kurz zuvor von Paul Decauville entwickelte System erschien dafür geeignet, und daher wurde der Société Decauville eine 15-jährige Konzession für den Bau und den Betrieb des Systems erteilt.
Die Hauptstrecke  wurde am 25. Juli 1892 eröffnet und hatte bei ihrer Eröffnung eine Länge von genau 30,620 km. Sie bediente mehrere Nebenlinien. Es war ursprünglich geplant, die Strecke außerdem bei Toury auf 31,267 km zu verlängern, um eine Verbindung nach Janville zu schaffen.
Die Feldbahn diente anfangs vor allem dem Transport von Zuckerrüben, die ein wichtiges landwirtschaftliches Produkt in der Region waren und sind. Es gab jeweils eine Zuckerraffinerie in Pithiviers und Toury, und die Feldbahn verband diese untereinander und mit den umliegenden Feldern. Die Strecke der Eisenbahn folgte im Allgemeinen den öffentlichen Straßen. Das finanzielle Scheitern der Société Decauville führte dazu, dass der Betrieb der Tramway de Pithiviers à Toury am 1. Januar 1899 kommissarisch vom Departement und am 29. März 1901 in die Ponts et Chaussees übernommen wurde.
Der Personenverkehr nahm bis zum Zweiten Weltkrieg stetig zu. Ein Triebwagen wurde 1922 in Dienst gestellt, ein weiterer folgte 1926, gefolgt von zwei weiteren, 1937 von den Chemins de Fer du Calvados aus zweiter Hand erworbenen Fahrzeugen. Nach dem Krieg ging der Verkehr aufgrund besserer Straßen in der Region und der Zunahme des privaten Fahrzeugverkehrs zurück. Der Personenverkehr wurde 1951 eingestellt, aber der Güterverkehr lief bis zum 31. Dezember 1964, wobei am 22. Mai 1965 eine letzte Enthusiasten-Sonderfahrt stattfand. Diese sollte jedoch nicht das Ende des Tramway de Pithiviers à Toury sein.

## Betrieb
Im Jahr 1894 gab es sieben Zwischenstationen und mehrere Haltepunkte zum Einsteigen von Fahrgästen. Infolge des Widerspruchs einiger Gemeinden war die Bahn um mehrere Orte herumgeführt worden, anstatt durch diese hindurch geführt zu werden, was sich während des Betriebs als nachteilhaft erwies. Die Fahrkarten für den Personenverkehr wurden vom Schaffner im Zug ausgegeben. 
Bau und Betriebseinrichtungen waren möglichst einfach durchgeführt. Die Steigungen betrugen meist bis 10 ‰, die Gleisjoche waren 5 m lang und ihre Schienen wogen 9,4 kg/m, ein Metergewicht, das wohl etwas zu gering bemessen war. Die Schienen waren mit den Querschwellen aus Stahl kalt vernietet. Die Schotter-Bettung unter diesen war 15 cm stark. Es gab 1894 zwei Lokomotiven für Personenzüge und zwei weitere für den Güterzugdienst, deren Dienstgewicht 12 und 8,5 t betrug. 
Die Anlagekosten der Bahnstrecke betrugen rund 15.000 Mark pro Kilometer, die der Streckenausrüstung mit Betriebsmitteln rund 4.000 Mark. Im Jahr 1893 wurden 27.235 Personen befördert und 41.720 Mark oder 1.360 Mark pro Kilometer eingenommen. Zahlreiche Anschlussgleise zu einzelnen Zuckerfabriken waren 1894 bereits fertiggestellt worden, und die Leichtigkeit, mit der solche ausführbar waren, wurde als ein besonderer Vorteil des Decauville-Systems hervorgehoben.

## Museumsbahn

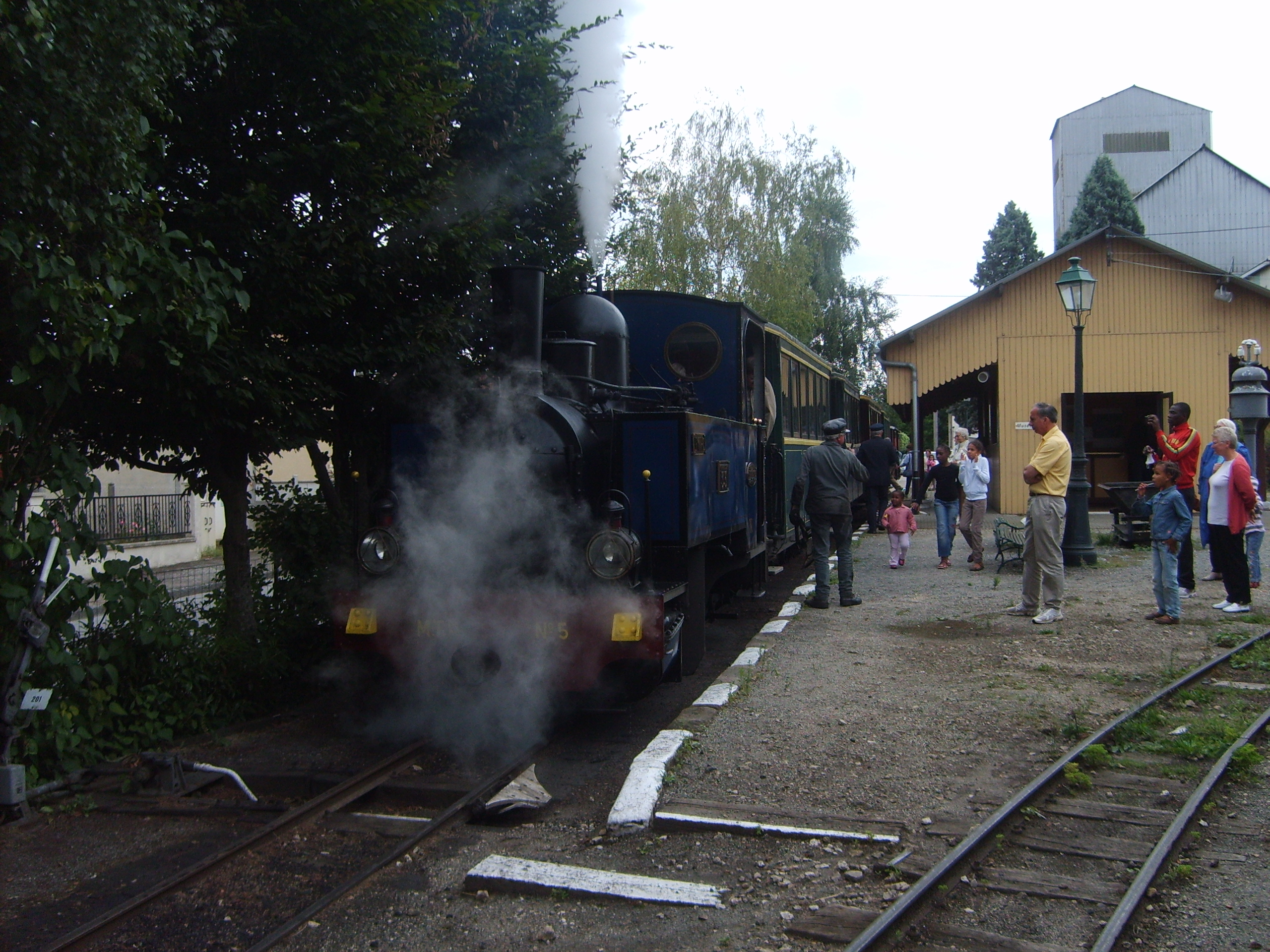
Blanc-Misseron-Lok TPT 3-5 am Musée des transports de Pithiviers

Die Association du Musée des Transports de Pithiviers (AMTP) wurde gegründet, um zumindest einen Teil der Strecke zu erhalten. Pithiviers wurde als Standort ausgewählt, weil dort bereits das Depot und die Werkstätten vorhanden waren. Die 3,5 Kilometer der Straßenbahnlinie nach Ormes wurden als Museumsbahn und eine Verlängerung von 0,5 Kilometern bis Bellébat, die gebaut wurde, um die Endstation weiter von der stark befahrenen Straße zu entfernen, wurden am 23. April 1966 wieder eröffnet.

## Schienenfahrzeuge
Folgende Schienenfahrzeuge wurden auf der Tramway de Pithiviers à Toury eingesetzt:

### Unnummerierte Dampflokomotiven
- Outarville, Weidknecht 0-4-2T (574/1892), später in Lutece umbenannt[3]
- Outarville (2), Decauville 0-4-2T (184/93)
- Bazoches, Decauville 0-4-2T (176/1893)[3]
- Outarville, Decauville 0-4-2T (189/1893)[3]
- Torville, Decauville 0-6-2T (393/1903)[3]
- Izy, Decauville 0-6-2T (476/1907)[3]

### TPT-nummerierte Dampflokomotiven
Die TPT verfügte über ein einzigartiges Nummerierungssystem für ihre Lokomotiven. Die erste Zahl gab die Anzahl der angetriebenen Achsen an, und die zweite Zahl bezeichnete die Nummer der einzelnen Lokomotive innerhalb dieser Klassifizierung.
- 2-1 Decauville 0-4-2T (189/94), Ormes
- 2-2 Decauville 0-4-2T (184/93), Outarville
- 3-1 Decauville 0-6-0T (393/03), Torville
- 3-2 Decauville 0-6-0T (476/08), Izy
- 3-3 Decauville 0-6-0T (592/10), Brandelon
- 3-4 Decauville 0-6-0T (Baujahr 1901), Decauville
- 3-5 Blanc-Misseron 0-6-0T (Baujahr 1902).
- 3-6 Hunslet 4-6-0T (1274/1917), ehemals War Department No. 362, 1927 beschafft, 1930 als 3-6 nummeriert, und 1934 als 3-11 umnummeriert[4]
- 3-6 (2) Orenstein & Koppel, 0-6-0T, (8083/15), bei der Chemin de fer Froissy-Dompierre erhalten[4]
- 3-10 Hunslet 4-6-0T (1238/1916), ehemals War Department No. 328 und Société de Pithiviers le Vieil, kam 1933 zur TPT und 1947 Râperie de Lécluse und 1945 zur Société Anonyme des Chemins de Fer à Voie de 60 du Pas de Calais in Vis-en-Artois, 1958 verschrottet[4]
- 3-11 Hunslet 4-6-0T, WD 362, später TPT No. 3-6, 1957 in Pithiviers verschrottet[4]
- 3-20 ALCO 2-6-2T (57148/16), WD 1257, bei der Chemin de fer Froissy-Dompierre erhalten.
- 3-21 ALCO 2-6-2T (57092/16), WD 1201
- 3-22 ALCO 2-6-2T (57131/16), WD 1240, erhalten im AMTP
- 3-23 ALCO 2-6-2T (57156/16), WD 1265, erhalten bei der Ffestiniog Railway als Mountaineer
- 4-1 0-8-0 Humboldt, DFB 883
- 4-2 0-8-0 Schwartzkopff,  DFB 1986
- 4-3 0-8-0 Henschel, DFB 1746
- 4-4 0-8-0 Krauss, DFB 2031
- 4-5 0-8-0 Henschel, DFB 1531
- 4-10 Franco-Belge (2839/44) 0-8-0, vom TPT in eine 0-8-0T umgebaut
- 4-11 Franco-Belge (2838/44) 0-8-0, vom TPT in eine 0-8-0T umgebaut
- 4-12 Franco-Belge (2843/44) 0-8-0, vom TPT in eine 0-8-0T umgebaut, erhalten im AMTP
- 4-13 Franco-Belge (2844/44) 0-8-0, vom TPT in eine 0-8-0T umgebaut, erhalten bei Arvo
- 4-14 Franco-Belge (2836/44) 0-8-0, ehemals Sucrerie Ternynck in Coucy-le-Château als Ersatzteilspender, jetzt bei der Chemin de fer Froissy-Dompierre
- 4-15 Franco-Belge (2825/44) 0-8-0, ehemals Sucrerie Ternynck in Coucy-le-Château als Ersatzteilspender
- 5-1 Borsig 0-10-0T
- 5-2 Schwartzkopff 0-10-0T
- 5-3 Orenstein & Koppel 0-10-0T (8285/1917), ehemals Sucrerie Pithiviers le Vieil, erhalten bei der Chemin de fer Froissy-Dompierre[4]

### Mallets
- 22-1 Orenstein & Koppel 0-4-4-0T Mallet.
- 22-2 Decauville 0-4-4-0T Mallet (110/1891), ehemals Chemins de Fer du Calvados N° 7 Grandcamp, 1929 gebraucht beschafft.
- 22-3 Decauville 0-4-4-0T Mallet (135/1892)
- 22-4Decauville 0-4-4-0T Mallet (136/1892)
- 22-5 Orenstein & Koppel 0-4-4-0T Mallet (1769/1905), Chemin de Fer Touristique et du Montagne, jetzt bei der Chemin de Fer Touristique du Haut Rhône in Montalieu bei Lyon erhalten.[5]
- 22-6 Orenstein & Koppel 0-4-4-0T Mallet
- 22-7 Orenstein & Koppel 0-4-4-0T Mallet
- 33-1 Decauville 0-6-6-0TT Mallet (6609/15), 1916 ausgeliefert und 1923 erworben

### Schienenbusse
Die TPT hatte vier Schienenbusse.
- AT 1 Crochat Benzin-elektrischer Schienenbus, Baujahr 1922, erhalten im AMTP
- AT 2 Franco-Belge Benzin-mechanischer Schienenbus, Baujahr 1927
- AT 3 Decauville-Drehgestell-Schienenbus, Baujahr 1924, bis 1944 bei der Chemins de Fer du Calvados, ab 1952 bei Straßenbahn Cap-Ferret (Wagenkasten umgebaut), dann Chemin de fer touristique de Meyzieu, jetzt Le p’tit train de Saint-Trojan (Ile d’Oléron).
- AT 4 Decauville-Drehgestell-Schienenbus, Baujahr 1924, bis 1944 bei der Chemins de Fer du Calvados

### Erhaltene Lokomotiven
| TPT-Nummer | Name        | Achsfolge | Hersteller         | Baujahr | Leistung   | Seriennummer | Foto                                      | Status                | Besitzer           | Anmerkungen                                                       |
| ---------- | ----------- | --------- | ------------------ | ------- | ---------- | ------------ | ----------------------------------------- | --------------------- | ------------------ | ----------------------------------------------------------------- |
| 3-5        | Le Minihic  | C 2nt     | Blanc-Misseron     | 1902    | 90 PS      | 282          | Blanc-Misseron 030T n°5 de l’AMTP         | Ausgestellt           | AMTP               | ex Tramway Paramé-Rothéneuf Denkmalschutz-Klasse MH seit 1992     |
| 3-6        |             | C 2nt     | Orenstein & Koppel | 1915    | 140 PS     | 8083         |                                           | Ausgestellt           | APPEVA             | Wird restauriert                                                  |
| 3-20       |             | 1’C1’ nt  | Alco-Cooke         | 1916    | 120 PS     | 57148        |                                           | Wird restauriert      | Tacot des Lacs     | War Department Railways Denkmalschutz-Klasse MH seit 1987         |
| 3-22       |             | 1’C1’ nt  | Alco-Cooke         | 1916    | 120 PS     | 57131        | Alco-Cooke 131T n°22 de l'AMTP            | Ausgestellt           | AMTP               | War Department Railways Denkmalschutz-Klasse MH 1992              |
| 3-23       | Mountaineer | 1’C1’ nt  | Alco-Cooke         | 1917    | 120 PS     | 57156        | Locomotive Mountaineer à Tan-y-Bwlch      | Betriebsbereit        | Ffestiniog Railway | War Department Railways                                           |
| 4-12       | Pithiviers  | B 2nt     | Franco-Belge       | 1945    | 250/300 PS | 2843         | Franco-Belge 040T n°12 de l’AMTP          | Renovierungsbedürftig | AMTP               | Kriegsdampflokomotive Denkmalschutz-Klasse MH seit 1992           |
| 4-13       |             | B 2nt     | Franco-Belge       | 1945    | 250/300 PS | 2844         |                                           | Renovierungsbedürftig | APEMVE             | Kriegsdampflokomotive                                             |
| 4-14       |             | B 2nt     | Franco-Belge       | 1945    | 250/300 PS | 2836         | Franco-Belge 040T n°10 de l’APPEVA        | Betriebsbereit        | APPEVA             | Kriegsdampflokomotive Denkmalschutz-Klasse MH seit 1987           |
| 5-3        |             | E 2nt     | Orenstein & Koppel | 1917    | 195 PS     | 8285/HT 2085 | 050 T Orenstein & Koppel N°12 de l’APPEVA | Ausgestellt           | APPEVA             | Wird restauriert                                                  |
| 22-5       | Le Loiret   | B’B n4vt  | Orenstein & Koppel | 1905    |            | 1769         |                                           | Wird renoviert        | CFT-HR             | Denkmalschutz-Klasse MH seit 1999                                 |
|            | Suzanne     | C 2nt     | Decauville         | 1915    |            | 1589         |                                           |                       | AMTP               | Ehemals Sucrerie de Toury                                         |
| AT1        |             | B 2nt     | Crochat            | 1922    |            | /            | Crochat 020 n°AT1 de l’AMTP               | Betriebsbereit        | AMTP               | Benzin-elektrisches Automotrice Denkmalschutz-Klasse MH seit 1996 |
| AT3        |             | B 2nt     | Decauville-Crochat | 1926    |            |              |                                           | Betriebsbereit        | STTST              | Benzin-elektrisches Automotrice                                   |

### Personenwagen
Sechs Decauville-Drehgestell-Personenwagen Type IS wurden vor der Streckeneröffnung geliefert. Fünf wurden 1931–1939 umgebaut (Nr. V1–V5). Ein sechster wurde 1942 in ähnlicher Bauweise neu gebaut (Nr. V6). Dieser Wagen ist im AMTP erhalten. Außerdem wurden drei Fourgons eingesetzt.

### Güterwagen
Die TPT verfügte über viele offene Wagen, aber auch einige gedeckte Wagen und Viehwagen. Decauville lieferte den Anfangsbestand, aber später stellten die Werkstätten in Pithiviers die auf der TPT eingesetzten Wagen selbst her.